# Carl Kuhn (Maler)
Carl Kuhn (* 21. Oktober 1899 in Hohensalza; † 9. Oktober 1980 in München) war ein deutscher Maler und Bildhauer.

## Leben und Werk
Zu Kuhn wurden für den Zeitraum bis 1945 nur wenige Informationen gefunden. Er arbeitete in Thüringen als freischaffender Künstler und war in der Zeit des Nationalsozialismus Mitglied der Reichskammer der bildenden Künste. Er nahm als Soldat der Wehrmacht am Zweiten Weltkrieg teil.
In der DDR war er in den 1960er Jahren Vorsitzender des Bezirksverbands Gera des Verbands Bildender Künstler der DDR. Als 1952/1953 zur Vorbereitung der Dritten Deutschen Kunstausstellung in Dresden „Künstlerbrigaden“ gebildet wurden, die für die Ausstellung „realistische Kunstwerke“ schaffen sollten, beteiligte er sich in der Wartburgbrigade mit Erwin Görlach, Karl Ortelt, Wolfgang Taubert und Rudolf G. Werner. Von ihnen eingereichte Arbeiten wurden auch ausgestellt, darunter Kuhns Bild Skireparatur (Öl, 160 × 125). 1953 schuf Kuhn mit Otto Oettel und Annemarie Höhn im Geraer Küchengarten ein Denkmal Den Opfern des Faschismus, das 2005 abgerissen wurde. Bilder Kuhns wurden als Auftragsarbeiten u. a. von der SDAG Wismut erworben.
Im Otto-Dix-Haus Gera befinden sich mehrere Ölgemälde Kuhns.

## Weitere Werke Kuhns (Auswahl)
- Aktivist Sepp Wenig (1965, Öl; Kunstsammlung der Wismut GmbH, Chemnitz)[3]

## Teilnahme an Ausstellungen (mutmaßlich unvollständig)
- 1939: Dresden, Ausstellungsgelände der Stadt Dresden („Kunst und Technik“)
- 1939: Zwickau, König-Albert-Museum („Kunstausstellung in Zwickau“)
- 1953: Dresden, Dritte Deutsche Kunstausstellung
- 1969, 1974 und 1979: Gera, Bezirkskunstausstellungen
- 1951/1952: Berlin, Museumsbau am Kupfergraben („Künstler schaffen für den Frieden“)